# Dirka po Španiji 2019
Dirka po Španiji 2019 (špansko Vuelta a España 2019) je 74. izvedba dirke po Španiji, tritedenske moške cestne kolesarske etapne dirke. Začela se je 24. avgusta v Torrevieji in končala 15. septembra v Madridu. Sodelovalo je 176 kolesarjev iz 22-ih ekip. Rdečo majico je prvič osvojil Primož Roglič (Team Jumbo–Visma), drugo mesto Alejandro Valverde (Movistar Team), tretje pa Tadej Pogačar (UAE Team Emirates). Zeleno majico je osvojil Primož Roglič, pikčasto majico je osvojil Geoffrey Bouchard (AG2R La Mondiale), belo majico pa Tadej Pogačar.

## Ekipe
UCI WorldTeams
- AG2R La Mondiale
- Astana
- Bahrain–Merida
- Bora–Hansgrohe
- CCC Team
- Deceuninck–Quick-Step
- EF Education First
- Groupama–FDJ
- Lotto–Soudal
- Mitchelton–Scott
- Movistar Team
- Team Dimension Data
- Team Ineos
- Team Jumbo–Visma
- Team Katusha–Alpecin
- Team Sunweb
- Trek–Segafredo
- UAE Team Emirates

UCI Professional Continental teams
- Burgos BH
- Caja Rural–Seguros RGA
- Cofidis
- Euskadi–Murias

## Etape
| Etapa | Datum         | Štart/Cilj                                            | Razdalja  | Tip       | Tip                  | Zmagovalec               |           |
| ----- | ------------- | ----------------------------------------------------- | --------- | --------- | -------------------- | ------------------------ | --------- |
| 1     | 24. avgust    | Salinas de Torrevieja — Torrevieja                    | 13,4 km   |           | ekipni kronometer    | Astana                   |           |
| 2     | 25. avgust    | Benidorm — Calpe                                      | 199,6 km  |           | hribovita etapa      | Nairo Quintana (COL)     |           |
| 3     | 26. avgust    | Ibi — Alicante                                        | 188 km    |           | ravninska etapa      | Sam Bennett (IRL)        |           |
| 4     | 27. avgust    | Cullera — El Puig                                     | 175,5 km  |           | ravninska etapa      | Fabio Jakobsen (NED)     |           |
| 5     | 28. avgust    | L'Eliana — Observatorio Astrofísico de Javalambre     | 170,7 km  |           | hribovita etapa      | Ángel Madrazo (ESP)      |           |
| 6     | 29. avgust    | Mora de Rubielos — Ares del Maestrat                  | 198,9 km  |           | hribovita etapa      | Jesús Herrada (ESP)      |           |
| 7     | 30. avgust    | Onda — Mas de la Costa                                | 183,2 km  |           | gorska etapa         | Alejandro Valverde (ESP) |           |
| 8     | 31. avgustt   | Valls — Igualada                                      | 166,9 km  |           | hribovita etapa      | Nikias Arndt (GER)       |           |
| 9     | 1. september  | Andorra la Vella (Andora) — Cortals d'Encamp (Andora) | 94,4 km   |           | gorska etapa         | Tadej Pogačar (SLO)      |           |
|       | 2. september  | Andora                                                | Andora    |           | dan počitka          | dan počitka              |           |
| 10    | 3. september  | Jurançon (Francija) — Pau (Francija)                  | 36,2 km   |           | posamični kronometer | Primož Roglič (SLO)      |           |
| 11    | 4. september  | Saint-Palais (Francija) — Urdax                       | 180 km    |           | hribovita etapa      | Mikel Iturria (ESP)      |           |
| 12    | 5. september  | Circuito de Navarra — Bilbao                          | 171,4 km  |           | hribovita etapa      | Philippe Gilbert (BEL)   |           |
| 13    | 6. september  | Bilbao — Los Machucos                                 | 166,4 km  |           | gorska etapa         | Tadej Pogačar (SLO)      |           |
| 14    | 7. september  | San Vicente de la Barquera — Oviedo                   | 188 km    |           | ravninska etapa      | Sam Bennett (IRL)        |           |
| 15    | 8. september  | Tineo — Santuario del Acebo                           | 154,4 km  |           | gorska etapa         | Sepp Kuss (USA)          |           |
| 16    | 9. september  | Pravia — Puerto de La Cubilla                         | 144,4 km  |           | gorska etapa         | Jakob Fuglsang (DEN)     |           |
|       | 10. september | León                                                  | León      |           | dan počitka          | dan počitka              |           |
| 17    | 11. september | Aranda de Duero — Guadalajara                         | 219,6 km  |           | ravninska etapa      | Philippe Gilbert (BEL)   |           |
| 18    | 12. september | Colmenar Viejo — Becerril de la Sierra                | 177,5 km  |           | gorska etapa         | Sergio Higuita (COL)     |           |
| 19    | 13. september | Ávila — Toledo                                        | 165,2 km  |           | ravninska etapa      | Rémi Cavagna (FRA)       |           |
| 20    | 14. september | Arenas de San Pedro — Plataforma de Gredos            | 190,4 km  |           | gorska etapa         | Tadej Pogačar (SLO)      |           |
| 21    | 15. september | Fuenlabrada — Madrid                                  | 106,6 km  |           | ravninska etapa      | Fabio Jakobsen (NED)     |           |
|       | Skupaj        | Skupaj                                                | 3290,7 km | 3290,7 km | 3290,7 km            | 3290,7 km                | 3290,7 km |

## Razvrstitev po klasifikacijah
| Etapa  | Zmagovalec         | Rdeča majica ·     | Zelena majica · | Pikčasta majica · | Bela majica ·      | Ekipno ·      | Borbenost ·        |
| ------ | ------------------ | ------------------ | --------------- | ----------------- | ------------------ | ------------- | ------------------ |
| 1      | Astana             | Miguel Ángel López | brez            | brez              | Miguel Ángel López | Astana        | Miguel Ángel López |
| 2      | Nairo Quintana     | Nicolas Roche      | Nairo Quintana  | Ángel Madrazo     | Miguel Ángel López | Team Sunweb   | Ángel Madrazo      |
| 3      | Sam Bennett        | Nicolas Roche      | Nairo Quintana  | Ángel Madrazo     | Miguel Ángel López | Team Sunweb   | Ángel Madrazo      |
| 4      | Fabio Jakobsen     | Nicolas Roche      | Sam Bennett     | Ángel Madrazo     | Miguel Ángel López | Team Sunweb   | Jorge Cubero       |
| 5      | Ángel Madrazo      | Miguel Ángel López | Sam Bennett     | Ángel Madrazo     | Miguel Ángel López | Movistar Team | José Herrada       |
| 6      | Jesús Herrada      | Dylan Teuns        | Sam Bennett     | Ángel Madrazo     | Miguel Ángel López | Movistar Team | Jesús Herrada      |
| 7      | Alejandro Valverde | Miguel Ángel López | Nairo Quintana  | Ángel Madrazo     | Miguel Ángel López | Movistar Team | Sergio Henao       |
| 8      | Nikias Arndt       | Nicolas Edet       | Nairo Quintana  | Ángel Madrazo     | Miguel Ángel López | Movistar Team | David de la Cruz   |
| 9      | Tadej Pogačar      | Nairo Quintana     | Nairo Quintana  | Ángel Madrazo     | Miguel Ángel López | Movistar Team | Geoffrey Bouchard  |
| 10     | Primož Roglič      | Primož Roglič      | Primož Roglič   | Ángel Madrazo     | Miguel Ángel López | Movistar Team | Primož Roglič      |
| 11     | Mikel Iturria      | Primož Roglič      | Primož Roglič   | Ángel Madrazo     | Miguel Ángel López | Movistar Team | Alex Aranburu      |
| 12     | Philippe Gilbert   | Primož Roglič      | Primož Roglič   | Ángel Madrazo     | Miguel Ángel López | Movistar Team | Philippe Gilbert   |
| 13     | Tadej Pogačar      | Primož Roglič      | Primož Roglič   | Ángel Madrazo     | Tadej Pogačar      | Movistar Team | Héctor Sáez        |
| 14     | Sam Bennett        | Primož Roglič      | Primož Roglič   | Ángel Madrazo     | Tadej Pogačar      | Movistar Team | Diego Rubio        |
| 15     | Sepp Kuss          | Primož Roglič      | Primož Roglič   | Ángel Madrazo     | Tadej Pogačar      | Movistar Team | Sergio Samitier    |
| 16     | Jakob Fuglsang     | Primož Roglič      | Primož Roglič   | Geoffrey Bouchard | Tadej Pogačar      | Movistar Team | Ángel Madrazo      |
| 17     | Philippe Gilbert   | Primož Roglič      | Primož Roglič   | Geoffrey Bouchard | Tadej Pogačar      | Movistar Team | Nairo Quintana     |
| 18     | Sergio Higuita     | Primož Roglič      | Primož Roglič   | Geoffrey Bouchard | Miguel Ángel López | Movistar Team | Sergio Higuita     |
| 19     | Rémi Cavagna       | Primož Roglič      | Primož Roglič   | Geoffrey Bouchard | Miguel Ángel López | Movistar Team | Rémi Cavagna       |
| 20     | Tadej Pogačar      | Primož Roglič      | Primož Roglič   | Geoffrey Bouchard | Tadej Pogačar      | Movistar Team | Tao Geoghegan Hart |
| 21     | Fabio Jakobsen     | Primož Roglič      | Primož Roglič   | Geoffrey Bouchard | Tadej Pogačar      | Movistar Team | brez               |
| Skupno | Skupno             | Primož Roglič      | Primož Roglič   | Geoffrey Bouchard | Tadej Pogačar      | Movistar Team | Miguel Ángel López |

## Končna razvrstitev
| Legenda | Legenda                                    | Legenda | Legenda                                   |
| ------- | ------------------------------------------ | ------- | ----------------------------------------- |
|         | Predstavlja vodilnega v skupnem seštevku   |         | Predstavlja najboljšega mladega kolesarja |
|         | Predstavlja vodilnega po točkah            |         | Predstavlja vodilne v ekipnem seštevku    |
|         | Predstavlja vodilnega v gorski razvrstitvi |         | Predstavlja najbolj borbenega kolesarja   |

### Rdeča majica
| Poz. | Kolesar                  | Ekipa             | Čas         |
| ---- | ------------------------ | ----------------- | ----------- |
| 1    | Primož Roglič (SLO)      | Team Jumbo–Visma  | 83h 07' 14" |
| 2    | Alejandro Valverde (ESP) | Movistar Team     | + 2' 33"    |
| 3    | Tadej Pogačar (SLO)      | UAE Team Emirates | + 2' 55"    |
| 4    | Nairo Quintana (COL)     | Movistar Team     | + 3' 46"    |
| 5    | Miguel Ángel López (COL) | Astana            | + 4' 48"    |
| 6    | Rafał Majka (POL)        | Bora–Hansgrohe    | + 7' 33"    |
| 7    | Wilco Kelderman (NED)    | Team Sunweb       | + 10' 04"   |
| 8    | Carl Fredrik Hagen (NOR) | Lotto–Soudal      | + 12' 54"   |
| 9    | Marc Soler (ESP)         | Movistar Team     | + 22' 27"   |
| 10   | Mikel Nieve (ESP)        | Mitchelton–Scott  | + 22' 34"   |

| Skupna razvrstitev kolesarjev (11–153) | Skupna razvrstitev kolesarjev (11–153) | Skupna razvrstitev kolesarjev (11–153) | Skupna razvrstitev kolesarjev (11–153) |
| Poz.                                   | Kolesar                                | Ekipa                                  | Čas                                    |
| -------------------------------------- | -------------------------------------- | -------------------------------------- | -------------------------------------- |
| 11                                     | James Knox (GBR)                       | Deceuninck–Quick-Step                  | + 22' 55"                              |
| 12                                     | Dylan Teuns (BEL)                      | Bahrain–Merida                         | + 24' 06"                              |
| 13                                     | Jakob Fuglsang (DEN)                   | Astana                                 | + 26' 49"                              |
| 14                                     | Sergio Higuita (COL)                   | EF Education First                     | + 32' 17"                              |
| 15                                     | Hermann Pernsteiner (AUT)              | Bahrain–Merida                         | + 33' 40"                              |
| 16                                     | Ion Izagirre (ESP)                     | Astana                                 | + 42' 00"                              |
| 17                                     | Ruben Guerreiro (POR)                  | Team Katusha–Alpecin                   | + 42' 05"                              |
| 18                                     | Nicolas Edet (FRA)                     | Cofidis                                | + 46' 24"                              |
| 19                                     | Esteban Chaves (COL)                   | Mitchelton–Scott                       | + 53' 03"                              |
| 20                                     | Tao Geoghegan Hart (GBR)               | Team Ineos                             | + 1h 04' 21"                           |
| 21                                     | Kilian Frankiny (SUI)                  | Groupama–FDJ                           | + 1h 11' 42"                           |
| 22                                     | Óscar Rodríguez (ESP)                  | Euskadi–Murias                         | + 1h 13' 14"                           |
| 23                                     | Luis León Sánchez (ESP)                | Astana                                 | + 1h 17' 09"                           |
| 24                                     | François Bidard (FRA)                  | AG2R La Mondiale                       | + 1h 25' 44"                           |
| 25                                     | Ben O'Connor (AUS)                     | Team Dimension Data                    | + 1h 25' 53"                           |
| 26                                     | Martijn Tusveld (NED)                  | Team Sunweb                            | + 1h 27' 32"                           |
| 27                                     | Robert Gesink (NED)                    | Team Jumbo–Visma                       | + 1h 29' 07"                           |
| 28                                     | Peter Stetina (USA)                    | Trek–Segafredo                         | + 1h 32' 25"                           |
| 29                                     | Sepp Kuss (USA)                        | Team Jumbo–Visma                       | + 1h 35' 33"                           |
| 30                                     | José Joaquín Rojas (ESP)               | Movistar Team                          | + 1h 44' 02"                           |
| 31                                     | Neilson Powless (USA)                  | Team Jumbo–Visma                       | + 1h 48' 21"                           |
| 32                                     | Philippe Gilbert (BEL)                 | Deceuninck–Quick-Step                  | + 1h 50' 02"                           |
| 33                                     | George Bennett (NZL)                   | Team Jumbo–Visma                       | + 1h 55' 19"                           |
| 34                                     | Wout Poels (NED)                       | Team Ineos                             | + 1h 58' 10"                           |
| 35                                     | Pierre Latour (FRA)                    | AG2R La Mondiale                       | + 1h 59' 04"                           |
| 36                                     | Felix Großschartner (AUT)              | Bora–Hansgrohe                         | + 2h 03' 33"                           |
| 37                                     | Niklas Eg (DEN)                        | Trek–Segafredo                         | + 2h 04' 41"                           |
| 38                                     | Ben King (USA)                         | Team Dimension Data                    | + 2h 10' 03"                           |
| 39                                     | Sebastián Henao (COL)                  | Team Ineos                             | + 2h 12' 22"                           |
| 40                                     | Daniel Navarro (ESP)                   | Team Katusha–Alpecin                   | + 2h 12' 29"                           |
| 41                                     | Daniel Felipe Martínez (COL)           | EF Education First                     | + 2h 13' 20"                           |
| 42                                     | Gianluca Brambilla (ITA)               | Trek–Segafredo                         | + 2h 16' 17"                           |
| 43                                     | Antonio Pedrero (ESP)                  | Movistar Team                          | + 2h 20' 11"                           |
| 44                                     | Tobias Ludvigsson (SWE)                | Groupama–FDJ                           | + 2h 20' 23"                           |
| 45                                     | Sergio Henao (COL)                     | UAE Team Emirates                      | + 2h 20' 29"                           |
| 46                                     | Nelson Oliveira (POR)                  | Movistar Team                          | + 2h 21' 16"                           |
| 47                                     | Geoffrey Bouchard (FRA)                | AG2R La Mondiale                       | + 2h 25' 49"                           |
| 48                                     | Mikel Bizkarra (ESP)                   | Euskadi–Murias                         | + 2h 28' 43"                           |
| 49                                     | Damien Howson (AUS)                    | Mitchelton–Scott                       | + 2h 29' 32"                           |
| 50                                     | Cristián Rodríguez (ESP)               | Caja Rural–Seguros RGA                 | + 2h 29' 33"                           |
| 51                                     | Louis Meintjes (SAF)                   | Team Dimension Data                    | + 2h 34' 53"                           |
| 52                                     | Rémi Cavagna (FRA)                     | Deceuninck–Quick-Step                  | + 2h 35' 04"                           |
| 53                                     | Gorka Izagirre (ESP)                   | Astana                                 | + 2h 37' 30"                           |
| 54                                     | Matteo Fabbro (ITA)                    | Team Katusha–Alpecin                   | + 2h 37' 58"                           |
| 55                                     | Zdeněk Štybar (CZE)                    | Deceuninck–Quick-Step                  | + 2h 39' 31"                           |
| 56                                     | Thomas De Gendt (BEL)                  | Lotto–Soudal                           | + 2h 40' 02"                           |
| 57                                     | Paweł Poljański (POL)                  | Bora–Hansgrohe                         | + 2h 44' 06"                           |
| 58                                     | Clément Chevrier (FRA)                 | AG2R La Mondiale                       | + 2h 49' 02"                           |
| 59                                     | Lawson Craddock (USA)                  | EF Education First                     | + 2h 49' 16"                           |
| 60                                     | Jonas Koch (GER)                       | CCC Team                               | + 2h 51' 21"                           |
| 61                                     | Darwin Atapuma (COL)                   | Cofidis                                | + 2h 51' 36"                           |
| 62                                     | Tsgabu Grmay (ETH)                     | Mitchelton–Scott                       | + 2h 52' 26"                           |
| 63                                     | Nick Schultz (AUS)                     | Mitchelton–Scott                       | + 2h 52' 42"                           |
| 64                                     | Imanol Erviti (ESP)                    | Movistar Team                          | + 2h 53' 02"                           |
| 65                                     | Tosh Van der Sande (BEL)               | Lotto–Soudal                           | + 2h 53' 26"                           |
| 66                                     | David de la Cruz (ESP)                 | Team Ineos                             | + 2h 53' 50"                           |
| 67                                     | Steve Morabito (SUI)                   | Groupama–FDJ                           | + 3h 02' 11"                           |
| 68                                     | Dario Cataldo (ITA)                    | Astana                                 | + 3h 06' 30"                           |
| 69                                     | Nikias Arndt (GER)                     | Team Sunweb                            | + 3h 06' 44"                           |
| 70                                     | Valerio Conti (ITA)                    | UAE Team Emirates                      | + 3h 08' 00"                           |
| 71                                     | Owain Doull (GBR)                      | Team Ineos                             | + 3h 08' 12"                           |
| 72                                     | Silvan Dillier (SUI)                   | AG2R La Mondiale                       | + 3h 09' 54"                           |
| 73                                     | Sander Armée (BEL)                     | Lotto–Soudal                           | + 3h 10' 27"                           |
| 74                                     | Tomasz Marczyński (POL)                | Lotto–Soudal                           | + 3h 15' 09"                           |
| 75                                     | José Herrada (ESP)                     | Cofidis                                | + 3h 20' 26"                           |
| 76                                     | Steff Cras (BEL)                       | Team Katusha–Alpecin                   | + 3h 21' 04"                           |
| 77                                     | Dorian Godon (FRA)                     | AG2R La Mondiale                       | + 3h 22' 00"                           |
| 78                                     | Tim Declercq (BEL)                     | Deceuninck–Quick-Step                  | + 3h 27' 05"                           |
| 79                                     | Omar Fraile (ESP)                      | Astana                                 | + 3h 27' 25"                           |
| 80                                     | Romain Seigle (FRA)                    | Groupama–FDJ                           | + 3h 28' 02"                           |
| 81                                     | Quentin Jaurégui (FRA)                 | AG2R La Mondiale                       | + 3h 28' 13"                           |
| 82                                     | Héctor Sáez (ESP)                      | Euskadi–Murias                         | + 3h 28' 53"                           |
| 83                                     | Dion Smith (NZL)                       | Mitchelton–Scott                       | + 3h 29' 59"                           |
| 84                                     | Mark Padun (UKR)                       | Bahrain–Merida                         | + 3h 30' 25"                           |
| 85                                     | Jacopo Mosca (ITA)                     | Trek–Segafredo                         | + 3h 30' 55"                           |
| 86                                     | Cyril Barthe (FRA)                     | Euskadi–Murias                         | + 3h 31' 36"                           |
| 87                                     | Mikel Iturria (ESP)                    | Euskadi–Murias                         | + 3h 31' 50"                           |
| 88                                     | Sergio Pardilla (ESP)                  | Caja Rural–Seguros RGA                 | + 3h 32' 24"                           |
| 89                                     | Salvatore Puccio (ITA)                 | Team Ineos                             | + 3h 33' 38"                           |
| 90                                     | Clément Venturini (FRA)                | AG2R La Mondiale                       | + 3h 37' 27"                           |
| 91                                     | Bruno Armirail (FRA)                   | Groupama–FDJ                           | + 3h 38' 04"                           |
| 92                                     | Robert Power (AUS)                     | Team Sunweb                            | + 3h 38' 42"                           |
| 93                                     | Jorge Arcas (ESP)                      | Movistar Team                          | + 3h 39' 12"                           |
| 94                                     | Alex Aranburu (ESP)                    | Caja Rural–Seguros RGA                 | + 3h 39' 43"                           |
| 95                                     | Fernando Barceló (ESP)                 | Euskadi–Murias                         | + 3h 40' 19"                           |
| 96                                     | Edvald Boasson Hagen (NOR)             | Team Dimension Data                    | + 3h 40' 52"                           |
| 97                                     | Francisco Ventoso (ESP)                | CCC Team                               | + 3h 41' 38"                           |
| 98                                     | Pavel Kočetkov (RUS)                   | Team Katusha–Alpecin                   | + 3h 42' 27"                           |
| 99                                     | Michael Storer (AUS)                   | Team Sunweb                            | + 3h 50' 04"                           |
| 100                                    | Sam Bewley (NZL)                       | Mitchelton–Scott                       | + 3h 51' 31"                           |
| 101                                    | Jonathan Lastra (ESP)                  | Caja Rural–Seguros RGA                 | + 3h 57' 29"                           |
| 102                                    | Luis Ángel Maté (ESP)                  | Cofidis                                | + 3h 57' 38"                           |
| 103                                    | Casper Pedersen (DEN)                  | Team Sunweb                            | + 4h 00' 14"                           |
| 104                                    | Jetse Bol (NED)                        | Burgos BH                              | + 4h 04' 01"                           |
| 105                                    | Ricardo Vilela (POR)                   | Burgos BH                              | + 4h 04' 41"                           |
| 106                                    | Ian Stannard (GBR)                     | Team Ineos                             | + 4h 05' 25"                           |
| 107                                    | Nic Dlamini (SAF)                      | Team Dimension Data                    | + 4h 05' 44"                           |
| 108                                    | Damien Touzé (FRA)                     | Cofidis                                | + 4h 08' 25"                           |
| 109                                    | Luka Pibernik (SLO)                    | Bahrain–Merida                         | + 4h 12' 17"                           |
| 110                                    | Jukija Arashiro (JPN)                  | Bahrain–Merida                         | + 4h 13' 18"                           |
| 111                                    | Sergej Černecki (RUS)                  | Caja Rural–Seguros RGA                 | + 4h 14' 38"                           |
| 112                                    | Sergio Samitier (ESP)                  | Euskadi–Murias                         | + 4h 16' 49"                           |
| 113                                    | Enrico Battaglin (ITA)                 | Team Katusha–Alpecin                   | + 4h 18' 37"                           |
| 114                                    | Nathan Van Hooydonck (BEL)             | CCC Team                               | + 4h 20' 35"                           |
| 115                                    | Harm Vanhoucke (BEL)                   | Lotto–Soudal                           | + 4h 20' 46"                           |
| 116                                    | Óscar Cabedo (ESP)                     | Burgos BH                              | + 4h 21' 49"                           |
| 117                                    | Aritz Bagües (ESP)                     | Euskadi–Murias                         | + 4h 22' 14"                           |
| 118                                    | Willie Smit (SAF)                      | Team Katusha–Alpecin                   | + 4h 23' 33"                           |
| 119                                    | Ángel Madrazo (ESP)                    | Burgos BH                              | + 4h 24' 11"                           |
| 120                                    | Jesús Ezquerra (ESP)                   | Burgos BH                              | + 4h 26' 12"                           |
| 121                                    | Eros Capecchi (ITA)                    | Deceuninck–Quick-Step                  | + 4h 26' 16"                           |
| 122                                    | Mitchell Docker (AUS)                  | EF Education First                     | + 4h 26' 59"                           |
| 123                                    | Domen Novak (SLO)                      | Bahrain–Merida                         | + 4h 27' 28"                           |
| 124                                    | John Degenkolb (GER)                   | Trek–Segafredo                         | + 4h 28' 32"                           |
| 125                                    | Alex Kirsch (LUX)                      | Trek–Segafredo                         | + 4h 29' 56"                           |
| 126                                    | Logan Owen (USA)                       | EF Education First                     | + 4h 31' 27"                           |
| 127                                    | Stéphane Rossetto (FRA)                | Cofidis                                | + 4h 31' 47"                           |
| 128                                    | Manuele Boaro (ITA)                    | Astana                                 | + 4h 32' 50"                           |
| 129                                    | Jaco Venter (SAF)                      | Team Dimension Data                    | + 4h 33' 59"                           |
| 130                                    | Rasmus Tiller (NOR)                    | Team Dimension Data                    | + 4h 34' 22"                           |
| 131                                    | Will Barta (USA)                       | CCC Team                               | + 4h 36' 26"                           |
| 132                                    | Heinrich Haussler (AUS)                | Bahrain–Merida                         | + 4h 37' 44"                           |
| 133                                    | Edward Theuns (BEL)                    | Trek–Segafredo                         | + 4h 39' 26"                           |
| 134                                    | Sam Bennett (IRL)                      | Bora–Hansgrohe                         | + 4h 41' 44"                           |
| 135                                    | Gonzalo Serrano (ESP)                  | Caja Rural–Seguros RGA                 | + 4h 42' 56"                           |
| 136                                    | Jorge Cubero (ESP)                     | Burgos BH                              | + 4h 45' 34"                           |
| 137                                    | Maximilian Walscheid (GER)             | Team Sunweb                            | + 4h 46' 52"                           |
| 138                                    | Vjačeslav Kuznecov (RUS)               | Team Katusha–Alpecin                   | + 4h 50' 26"                           |
| 139                                    | Marc Sarreau (FRA)                     | Groupama–FDJ                           | + 4h 56' 21"                           |
| 140                                    | Jon Aberasturi (ESP)                   | Caja Rural–Seguros RGA                 | + 4h 59' 08"                           |
| 141                                    | Kiel Reijnen (USA)                     | Trek–Segafredo                         | + 4h 59' 41"                           |
| 142                                    | Szymon Sajnok (POL)                    | CCC Team                               | + 5h 01' 03"                           |
| 143                                    | Juan Sebastián Molano (COL)            | UAE Team Emirates                      | + 5h 01' 03"                           |
| 144                                    | Jelle Wallays (BEL)                    | Lotto–Soudal                           | + 5h 03' 52"                           |
| 145                                    | Fabio Jakobsen (NED)                   | Deceuninck–Quick-Step                  | + 5h 06' 45"                           |
| 146                                    | Diego Rubio (ESP)                      | Burgos BH                              | + 5h 07' 04"                           |
| 147                                    | Fernando Gaviria (COL)                 | UAE Team Emirates                      | + 5h 11' 32"                           |
| 148                                    | Maximiliano Richeze (ARG)              | Deceuninck–Quick-Step                  | + 5h 20' 32"                           |
| 149                                    | Paweł Bernas (POL)                     | CCC Team                               | + 5h 22' 19"                           |
| 150                                    | Oliviero Troia (ITA)                   | UAE Team Emirates                      | + 5h 25' 27"                           |
| 151                                    | Shane Archbold (NZL)                   | Bora–Hansgrohe                         | + 5h 30' 01"                           |
| 152                                    | Lennard Hofstede (NED)                 | Team Jumbo–Visma                       | + 5h 40' 23"                           |
| 153                                    | Nuno Matos (POR)                       | Burgos BH                              | + 5h 56' 19"                           |

### Zelena majica
| Poz. | Kolesar                  | Ekipa                 | Točke |
| ---- | ------------------------ | --------------------- | ----- |
| 1    | Primož Roglič (SLO)      | Team Jumbo–Visma      | 155   |
| 2    | Tadej Pogačar (SLO)      | UAE Team Emirates     | 136   |
| 3    | Sam Bennett (IRL)        | Bora–Hansgrohe        | 134   |
| 4    | Alejandro Valverde (ESP) | Movistar Team         | 132   |
| 5    | Nairo Quintana (COL)     | Movistar Team         | 100   |
| 6    | Miguel Ángel López (COL) | Astana                | 76    |
| 7    | Philippe Gilbert (BEL)   | Deceuninck–Quick-Step | 73    |
| 8    | Dylan Teuns (BEL)        | Bahrain–Merida        | 69    |
| 9    | Tosh Van der Sande (BEL) | Lotto–Soudal          | 63    |
| 10   | Sergio Higuita (COL)     | EF Education First    | 62    |

### Pikčasta majica
| Poz. | Kolesar                  | Ekipa             | Točke |
| ---- | ------------------------ | ----------------- | ----- |
| 1    | Geoffrey Bouchard (FRA)  | AG2R La Mondiale  | 76    |
| 2    | Ángel Madrazo (ESP)      | Burgos BH         | 44    |
| 3    | Sergio Samitier (ESP)    | Euskadi–Murias    | 42    |
| 4    | Tadej Pogačar (SLO)      | UAE Team Emirates | 38    |
| 5    | Tao Geoghegan Hart (GBR) | Team Ineos        | 35    |
| 6    | Wout Poels (NED)         | Team Ineos        | 31    |
| 7    | Alejandro Valverde (ESP) | Movistar Team     | 29    |
| 8    | Sergio Henao (COL)       | UAE Team Emirates | 27    |
| 9    | Jakob Fuglsang (DEN)     | Astana            | 24    |
| 10   | Mikel Bizkarra (ESP)     | Euskadi–Murias    | 22    |

### Bela majica
| Poz. | Kolesar                  | Ekipa                 | Čas          |
| ---- | ------------------------ | --------------------- | ------------ |
| 1    | Tadej Pogačar (SLO)      | UAE Team Emirates     | 83h 10' 09"  |
| 2    | Miguel Ángel López (COL) | Astana                | + 1' 53"     |
| 3    | James Knox (GBR)         | Deceuninck–Quick-Step | + 20' 00"    |
| 4    | Sergio Higuita (COL)     | EF Education First    | + 29' 22"    |
| 5    | Ruben Guerreiro (POR)    | Team Katusha–Alpecin  | + 39' 10"    |
| 6    | Tao Geoghegan Hart (GBR) | Team Ineos            | + 1h 01' 26" |
| 7    | Kilian Frankiny (SUI)    | Groupama–FDJ          | + 1h 08' 47" |
| 8    | Óscar Rodríguez (ESP)    | Euskadi–Murias        | + 1h 10' 19" |
| 9    | Ben O'Connor (AUS)       | Team Dimension Data   | + 1h 22' 58" |
| 10   | Sepp Kuss (USA)          | Team Jumbo–Visma      | + 1h 32' 38" |

### Ekipna razvrstitev
| Poz. | Ekipa               | Čas          |
| ---- | ------------------- | ------------ |
| 1    | Movistar Team       | 248h 26' 24" |
| 2    | Astana              | + 51' 38"    |
| 3    | Team Jumbo–Visma    | + 2h 03' 42" |
| 4    | Mitchelton–Scott    | + 2h 26' 47" |
| 5    | AG2R La Mondiale    | + 3h 14' 09" |
| 6    | Team Sunweb         | + 3h 20' 01" |
| 7    | Euskadi–Murias      | + 3h 38' 55" |
| 8    | Bahrain–Merida      | + 3h 45' 14" |
| 9    | Team Dimension Data | + 3h 55' 52" |
| 10   | Team Ineos          | + 4h 00' 34" |